# 御守殿
御守殿（ごしゅでん）は、江戸時代において、徳川将軍家の娘が三位以上の大名へ正室として嫁ぎ居住した奥御殿を指す。
また、その正室の敬称であり、加えて仕えた女中とその髪結い、服装などの風俗（御守殿風）をも指す。

## 仙台藩の御守殿の例
享保20年に仙台藩主伊達吉村の嗣子である伊達宗村と徳川吉宗の養女の利根姫との婚礼が行われたが、これに合わせて藩主嗣子の居住する江戸藩邸中屋敷の一角に御守殿が、幕府の指示の下に造営されることとなる。
女中居住区画を「長局」と呼称したり、2階建ての構造、造営の竣工検査を幕府役人が行った際に鴨居の規模は江戸城大奥の規模に合わせて高くするよう指示されるという具合に、江戸城大奥と共通するように造営された。その後、宗村が寛保3年（1743年）に藩主になり、利根姫が藩主正室として上屋敷に移るのに際して、中屋敷の御守殿に合わせて上屋敷の奥方が改築され、延享2年（1745年）に上屋敷に移住した。
仙台藩の中屋敷の御守殿の平面図「雲松院御守殿平面図」は「大日本古文書 家わけ三 伊達家文書之六」（東京大学出版会、1982年）に掲載されている。
中屋敷での御守殿の規模は中屋敷の表のおよそ3倍で、上屋敷に建設された際は表とほぼ同じ規模であった。

## 御守殿門
御守殿の門を御守殿門（ごしゅでんもん）という。門を丹塗りにしたところから、表門の黒門に対して御守殿門は俗に赤門（あかもん）と呼ばれている。赤門は焼失に際して再建を許されない慣習がある。
加賀藩前田家上屋敷の御守殿門は現存する唯一のそれであり、現在は東京大学本郷キャンパスの赤門として使用されている。なお、東京大学の赤門は2020年に両脇の番所の耐震基礎診断を行ったところ一部の耐震性能が低いことがわかり、赤門の耐震性能も低いおそれがあるため、2021年2月12日から閉鎖されており耐震診断が実施される。
|  | 1910年頃撮影 |
|  | 2019年撮影   |

なお、混乱回避のため、御守殿門ではないが「赤門」と呼ばれている例も以下に示す。

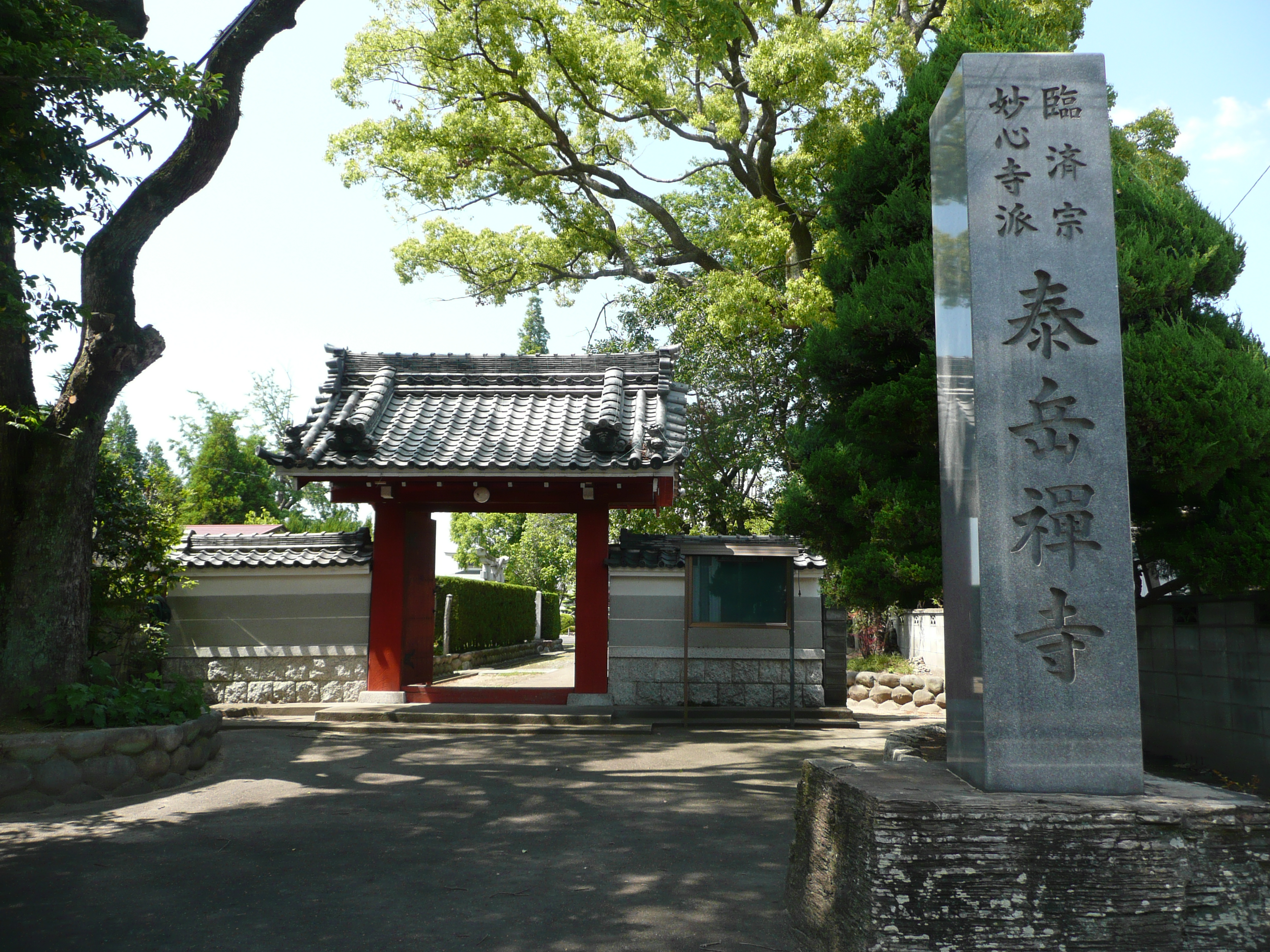
尾張徳川家 : 名古屋城三の丸の赤門（現・泰岳寺の山門）
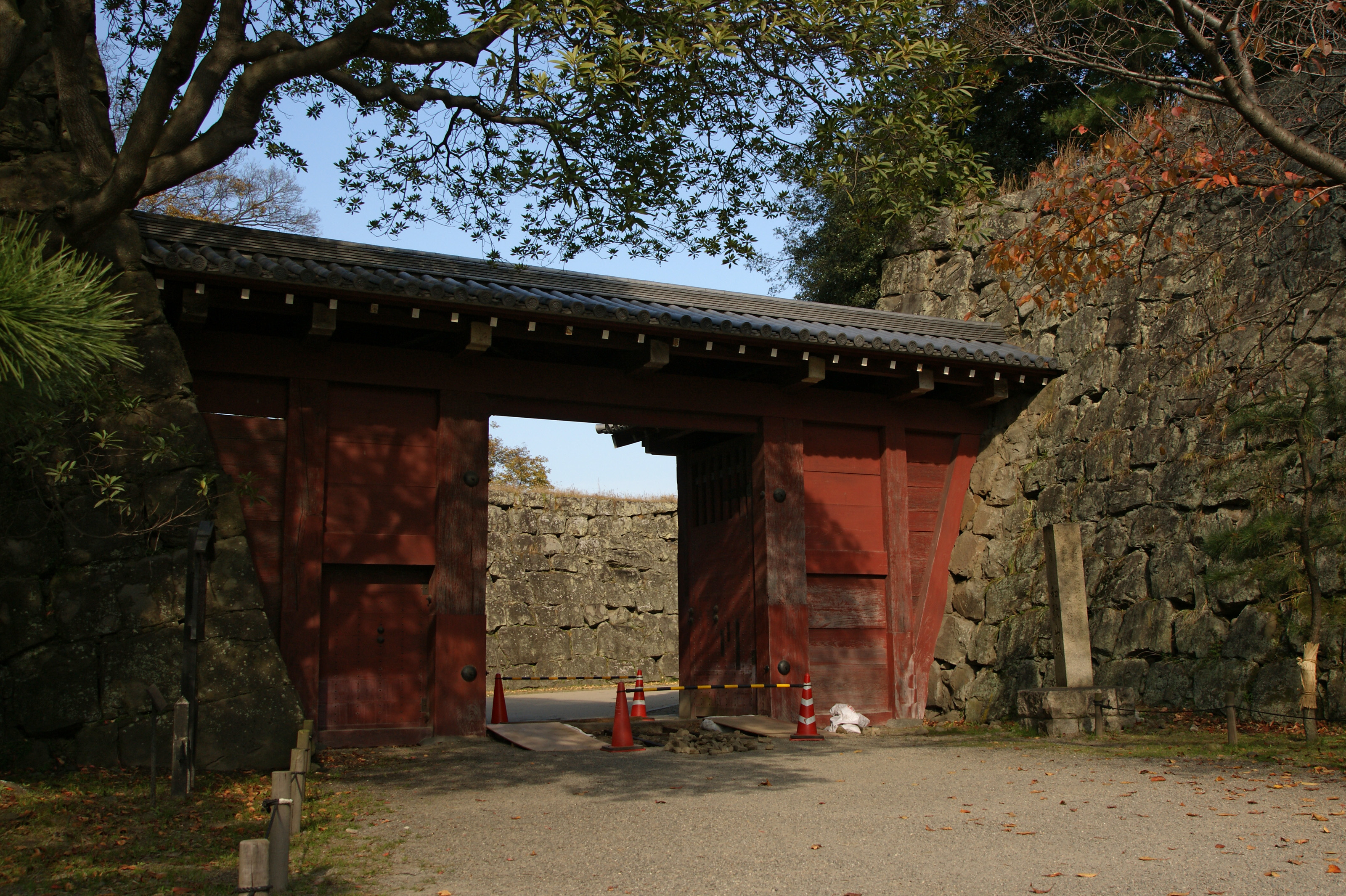
紀州徳川家 : 和歌山城の赤門（追廻門）
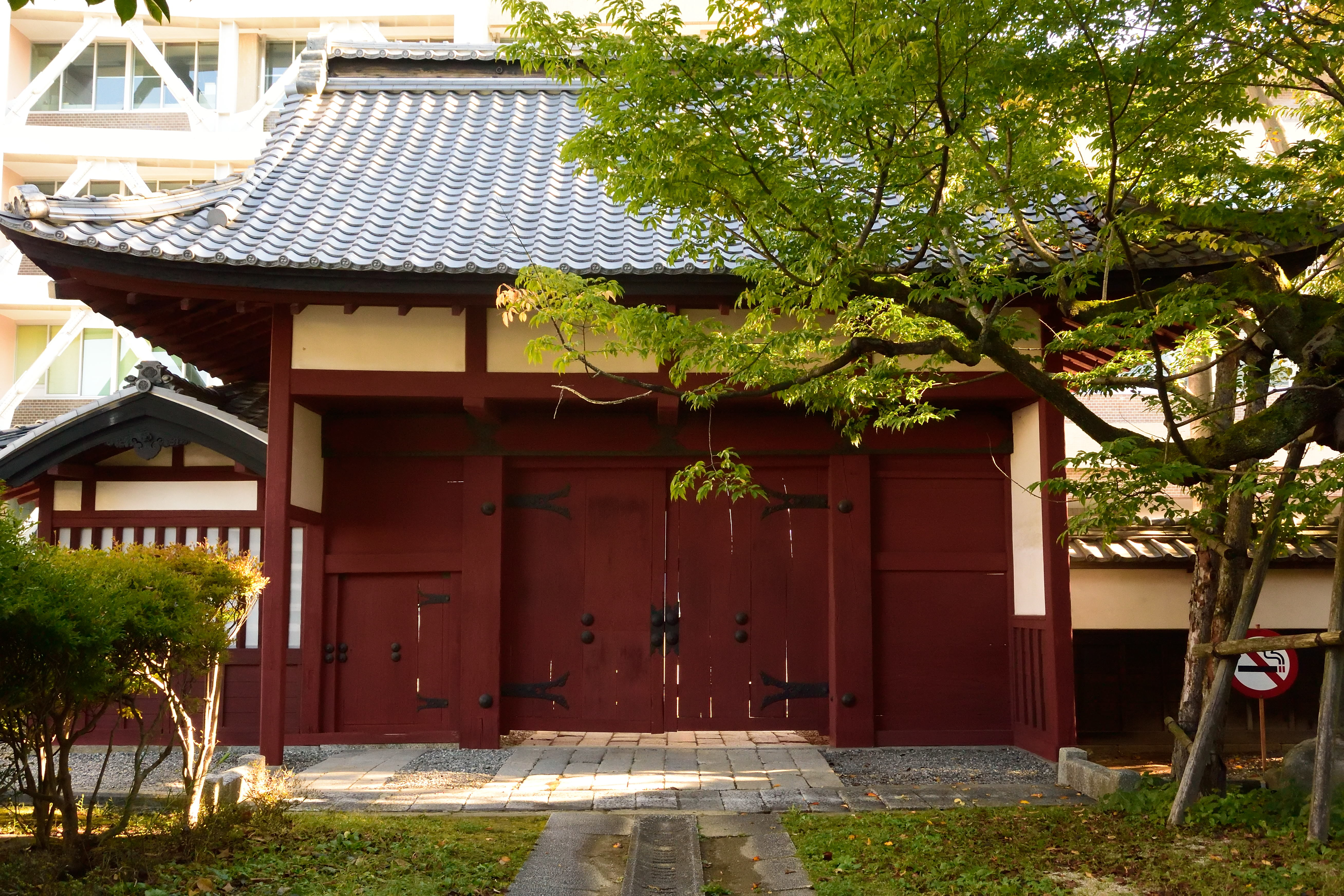
信濃国飯田城桜丸御門
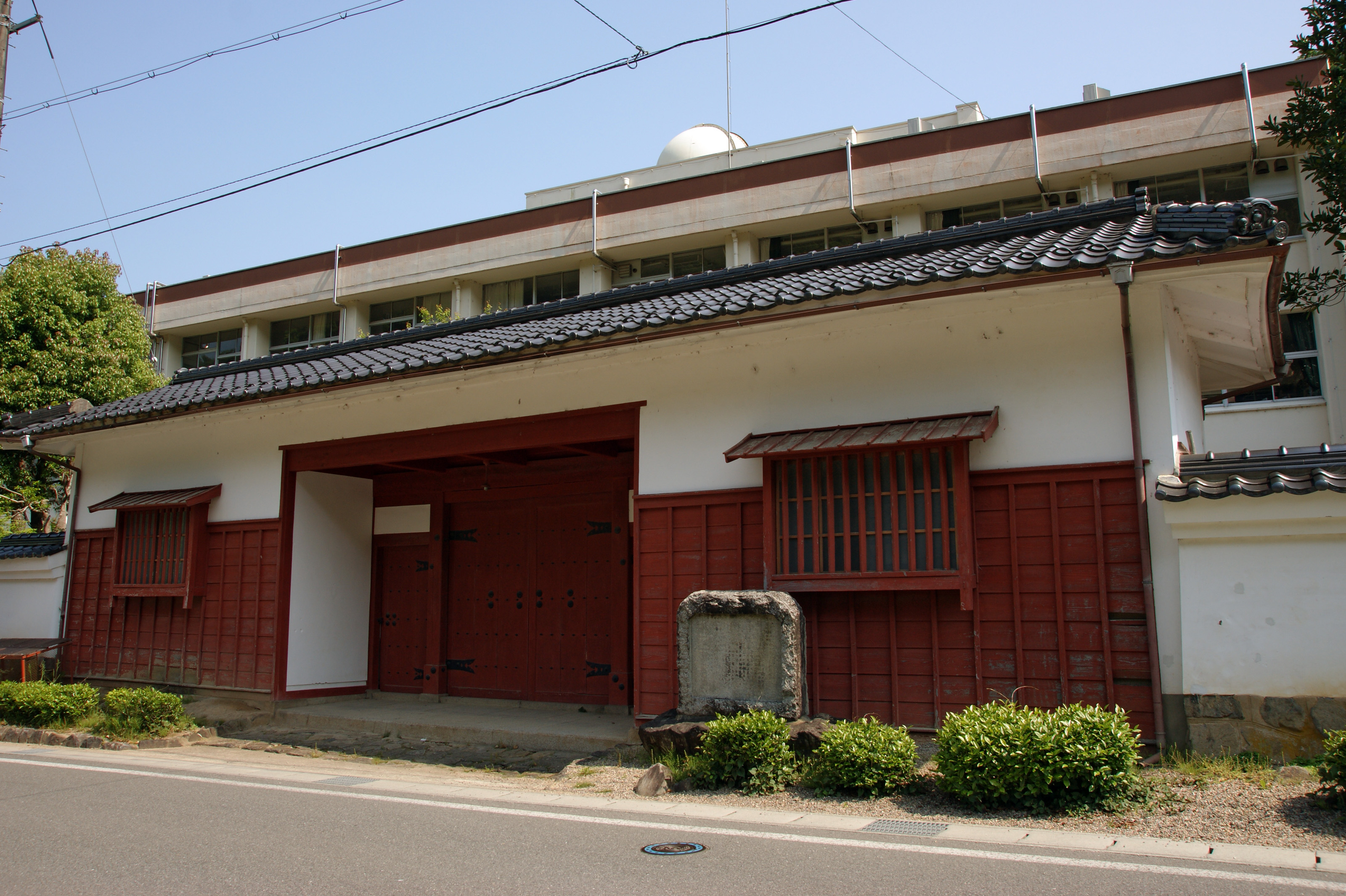
兵庫県立出石高等学校にある赤門
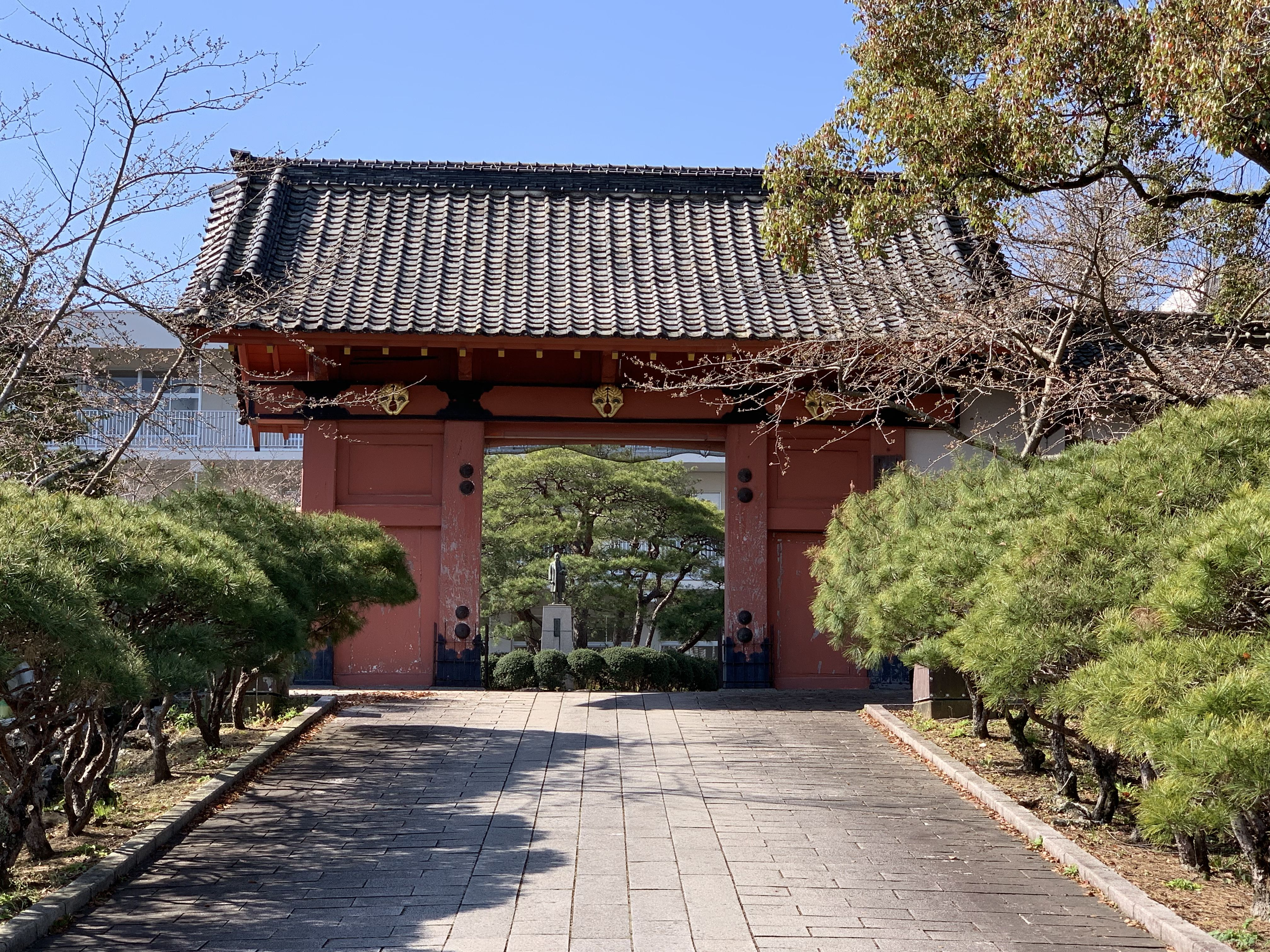
佐賀県立鹿島高等学校にある赤門